# Skeleton aux Jeux olympiques de 2014 - Hommes
Navigation
Vancouver 2010 Pyeongchang 2018
L'épreuve masculine de skeleton aux Jeux olympiques de 2014 a lieu les 14 et 15 février 2014 sur la piste de Sanki près de Krasnaïa Poliana en Russie.

## Médaillés
| Or                        | Argent               | Bronze                |
| Aleksandr Tretyakov (RUS) | Martins Dukurs (LAT) | Matthew Antoine (USA) |

## Classement final
| Rang                                | Dossard | Athlète               | Pays             | Tour 1 (Départ) | Tour 1 (Total) | Tour 2 (Départ) | Tour 2 (Total) | Tour 3 (Départ) | Tour 3 (Total) | Tour 4 (Départ) | Tour 4 (Total) | Total         | Différence |
| ----------------------------------- | ------- | --------------------- | ---------------- | --------------- | -------------- | --------------- | -------------- | --------------- | -------------- | --------------- | -------------- | ------------- | ---------- |
| Médaille d'or, Jeux olympiques      | 5       | Aleksandr Tretyakov   | Russie           |                 | 55 s 95 - TR   |                 | 56 s 04        |                 | 56 s 28        | 4 s 47          | 56 s 02        | 3 min 44 s 29 | –          |
| Médaille d'argent, Jeux olympiques  | 3       | Martins Dukurs        | Lettonie         |                 | 56 s 18        |                 | 56 s 37        |                 | 56 s 26        |                 | 56 s 09        | 3 min 45 s 10 | +0 s 81    |
| Médaille de bronze, Jeux olympiques | 2       | Matthew Antoine       | États-Unis       |                 | 56 s 89        |                 | 56 s 95        |                 | 56 s 69        |                 | 56 s 76        | 3 min 47 s 26 | +2 s 97    |
| 4                                   | 4       | Tomass Dukurs         | Lettonie         |                 | 57 s 03        |                 | 57 s 06        |                 | 56 s 75        |                 | 56 s 74        | 3 s 47 s 58   | +3 s 29    |
| 5                                   | 8       | Sergey Chudinov       | Russie           |                 | 56 s 98        |                 | 57 s 04        |                 | 56 s 86        |                 | 56 s 71        | 3 min 47 s 59 | +3 s 30    |
| 6                                   | 17      | Nikita Tregubov       | Russie           |                 | 57 s 44        |                 | 56 s 96        |                 | 56 s 57        |                 | 56 s 65        | 3 min 47 s 62 | +3 s 33    |
| 7                                   | 6       | John Fairbairn        | Canada           |                 | 57 s 34        |                 | 56 s 92        |                 | 56 s 91        |                 | 56 s 96        | 3 min 48 s 13 | +3 s 84    |
| 8                                   | 11      | Kristan Bromley       | Grande-Bretagne  |                 | 57 s 24        |                 | 57 s 02        |                 | 57 s 17        |                 | 56 s 74        | 3 min 48 s 17 | +3 s 88    |
| 9                                   | 7       | Alexander Kröckel     | Allemagne        |                 | 57 s 21        |                 | 57 s 36        |                 | 57 s 03        |                 | 56 s 69        | 3 min 48 s 29 | +4 s 00    |
| 10                                  | 13      | Dominic Parsons       | Grande-Bretagne  |                 | 57 s 23        |                 | 57 s 17        |                 | 57 s 00        |                 | 56 s 96        | 3 min 48 s 36 | +4 s 07    |
| 11                                  | 1       | Frank Rommel          | Allemagne        |                 | 57 s 19        |                 | 56 s 95        |                 | 57 s 33        |                 | 57 s 00        | 3 min 48 s 47 | +4 s 18    |
| 12                                  | 10      | Hiroatsu Takahashi    | Japon            |                 | 57 s 53        |                 | 57 s 10        |                 | 57 s 13        |                 | 56 s 98        | 3 min 48 s 74 | +4 s 45    |
| 13                                  | 14      | Eric Neilson          | Canada           |                 | 57 s 41        |                 | 57 s 01        |                 | 57 s 25        |                 | 57 s 10        | 3 min 48 s 77 | +4 s 48    |
| 14                                  | 16      | Matthias Guggenberger | Autriche         |                 | 57 s 70        |                 | 57 s 12        |                 | 57 s 24        |                 | 56 s 94        | 3 min 49 s 00 | +4 s 71    |
| 15                                  | 9       | John Daly             | États-Unis       |                 | 56 s 91        |                 | 56 s 67        |                 | 56 s 99        |                 | 58 s 54        | 3 min 49 s 11 | +4 s 82    |
| 16                                  | 18      | Yun Sung-Bin          | Corée du Sud     |                 | 57 s 54        |                 | 57 s 02        |                 | 57 s 90        |                 | 57 s 11        | 3 min 49 s 57 | +5 s 28    |
| 17                                  | 23      | John Farrow           | Australie        |                 | 57 s 84        |                 | 57 s 73        |                 | 57 s 75        |                 | 57 s 35        | 3 min 50 s 67 | +6 s 38    |
| 18                                  | 20      | Maurizio Oioli        | Italie           |                 | 57 s 69        |                 | 57 s 27        |                 | 57 s 85        |                 | 57 s 87        | 3 min 50 s 68 | +6 s 39    |
| 19                                  | 15      | Raphael Maier         | Autriche         |                 | 57 s 83        |                 | 57 s 51        |                 | 57 s 95        |                 | 57 s 57        | 3 min 50 s 86 | +6 s 57    |
| 20                                  | 26      | Ben Sandford          | Nouvelle-Zélande |                 | 58 s 00        |                 | 57 s 75        |                 | 57 s 79        |                 | 57 s 67        | 3 min 51 s 21 | +6 s 92    |
| 21                                  | 12      | Kyle Tress            | États-Unis       |                 | 57 s 85        |                 | 58 s 13        |                 | 57 s 76        | DNS             | DNS            | 2 min 53 s 74 | +5 s 47    |
| 22                                  | 19      | Yuki Sasahara         | Japon            |                 | 58 s 22        |                 | 58 s 07        |                 | 57 s 91        | DNS             | DNS            | 2 min 54 s 20 | +5 s 93    |
| 23                                  | 22      | Alexandros Kefalas    | Grèce            |                 | 58 s 20        |                 | 58 s 33        |                 | 58 s 22        | DNS             | DNS            | 2 min 54 s 75 | +6 s 48    |
| 24                                  | 24      | Lee Han-Sin           | Corée du Sud     |                 | 58 s 41        |                 | 58 s 12        |                 | 58 s 64        | DNS             | DNS            | 2 min 55 s 17 | +6 s 90    |
| 25                                  | 27      | Dorin Dumitru Velicu  | Roumanie         |                 | 58 s 72        |                 | 58 s 44        |                 | 58 s 91        | DNS             | DNS            | 2 min 56 s 07 | +7 s 80    |
| 26                                  | 25      | Ander Mirambell       | Espagne          |                 | 58 s 58        |                 | 58 s 72        |                 | 58 s 80        | DNS             | DNS            | 2 min 56 s 10 | +7 s 83    |
| 27                                  | 21      | Sean Greenwood        | Irlande          |                 | 57 s 99        |                 | 65 s 11        |                 | 58 s 22        | DNS             | DNS            | 3 min 01 s 32 | +13 s 05   |